# Nephodia saturata
Nephodia saturata là một loài bướm đêm trong họ Geometridae.